# Eberhard Godt
Eberhard Friedrich Clemens Godt (ur. 5 sierpnia 1900, zm. 13 września 1995) – Konteradmiral, najwyższy rangą oficer sztabowy FdU, a następnie BdU großadmirała Karla Dönitza – dowódcy niemieckiej floty podwodnej.
Akademię morską Flensburg–Mürwik ukończył w październiku 1918 roku. Po odtworzeniu w 1935 roku niemieckiej floty podwodnej Dodt był zastępcą Dönitza jako FdU, później BdU, po objęciu przez großadmirała dowództwa całej floty w styczniu 1943 roku, Eberhard Godt przejął od admirała znaczną część obowiązków w zakresie prowadzenia operacji podwodnych, choć Dönitz zachował pozycje BdU i bezpośrednią kontrolę nad Ubootwaffe. Awans do stopnia kontradmirała uzyskał 1 marca 1943 roku. Po objęciu w 1945 roku przez Karla Dönitza funkcji prezydenta do kapitulacji Niemiec – BdU i dowódca Kriegsmarine. Po kapitulacji aresztowany, po czym zwolniony. Został powołany jako świadek obrony Karla Dönitza w trakcie procesów norymberskich.